# Lúa mạch đen
Lúa mạch đen hay hắc mạch, tên khoa học Secale cereale, là một loài cỏ phát triển rộng khắp, có vai trò là một loại lương thực, một loại cây trồng phủ đất và thức ăn gia súc. Nó là một loài trong bộ Triticeae và có quan hệ gần gũi với lúa mạch và lúa mì. Hạt của hắc mạch được dùng làm bột, bánh mì, bia, bánh mì giòn, một số loại rượu whisky hay vodka và rơm cho gia súc ăn. Hạt của nó có thể ăn hoàn toàn, bằng cách luộc hoặc xay nát như yến mạch.
Lúa mạch đen (rye) là một loại ngũ cốc. Trong tiếng Anh cần tránh nhầm rye với ryegrass vốn nghĩa là bãi cỏ, cỏ khô cho gia súc ăn.

## Lịch sử
Lúa mạch đen là một trong những loài thực vật hoang dại ở miền trung, miền đông Thổ Nhĩ Kỳ và các vùng lân cận. Hắc mạch đã được thuần hóa với số lượng nhỏ ở một vài vị trí con người sinh sống (thời đồ đá mới), tại bán đảo Tiểu Á (Thổ Nhĩ Kỳ). Ví dụ khu di khảo PPNB (Pre-Pottery Neolithic B) và Can Hasan III. Nhưng điều này hầu như vắng bóng trong các tài liệu khảo cổ mãi đến thời đồ đồng ở Trung Âu, khoảng năm 1800–1500 TCN. Có thể lúa mạch đen là đã "di cư" từ vùng Tiểu Á (tức Thổ Nhĩ Kỳ) về phía Tây rồi "gia nhập" vào loài lúa mì theo kiểu Tiến hóa bắt chuớc và chỉ sau này mới được trồng theo đúng nghĩa.

## Hình ảnh
Hình vẽ sinh học

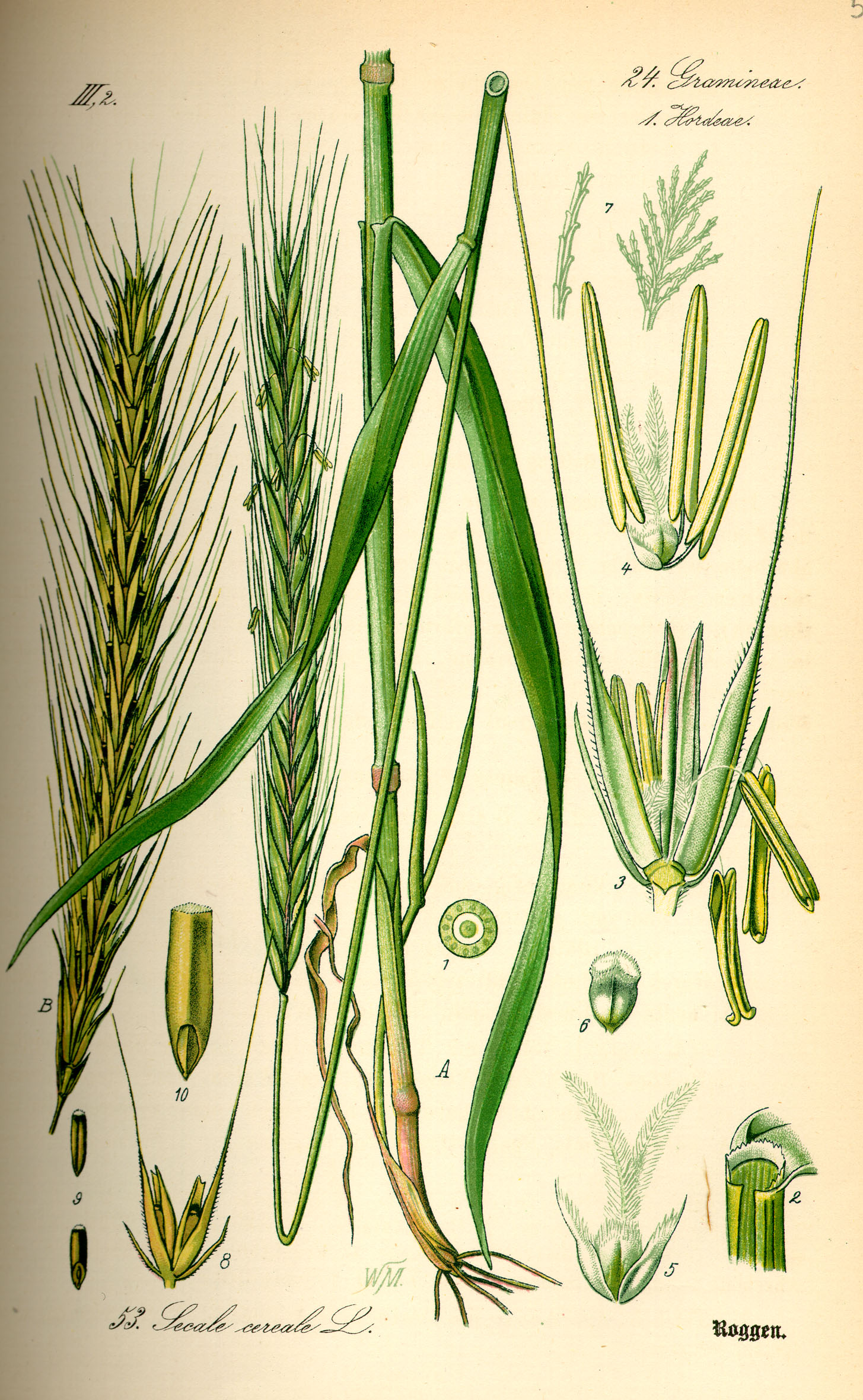
Thomé 1885
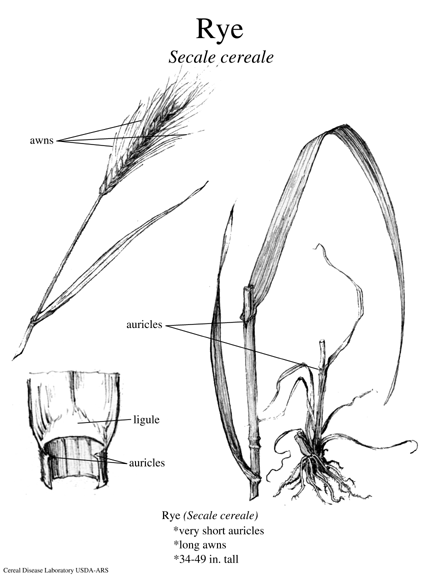
USDA
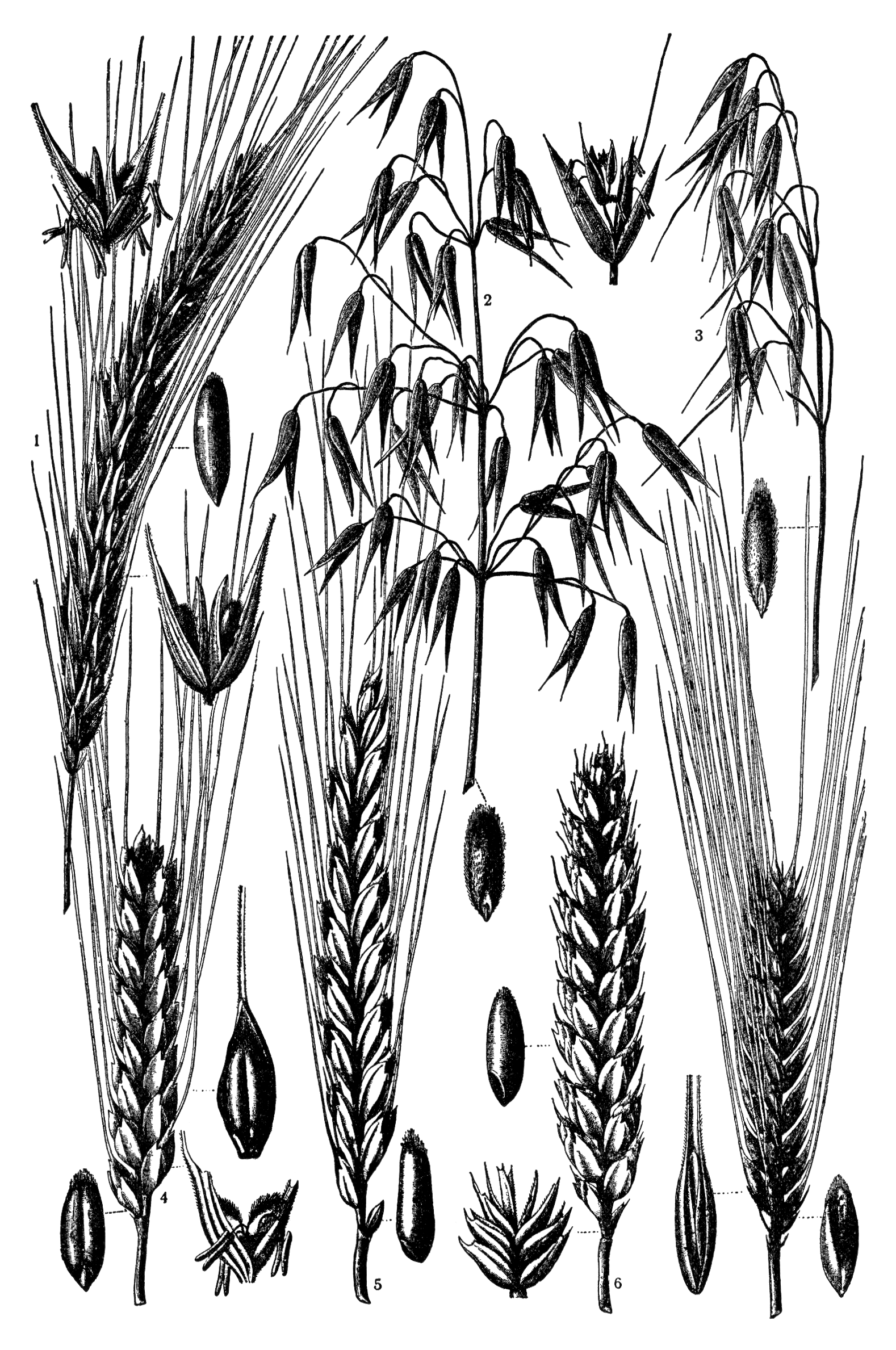
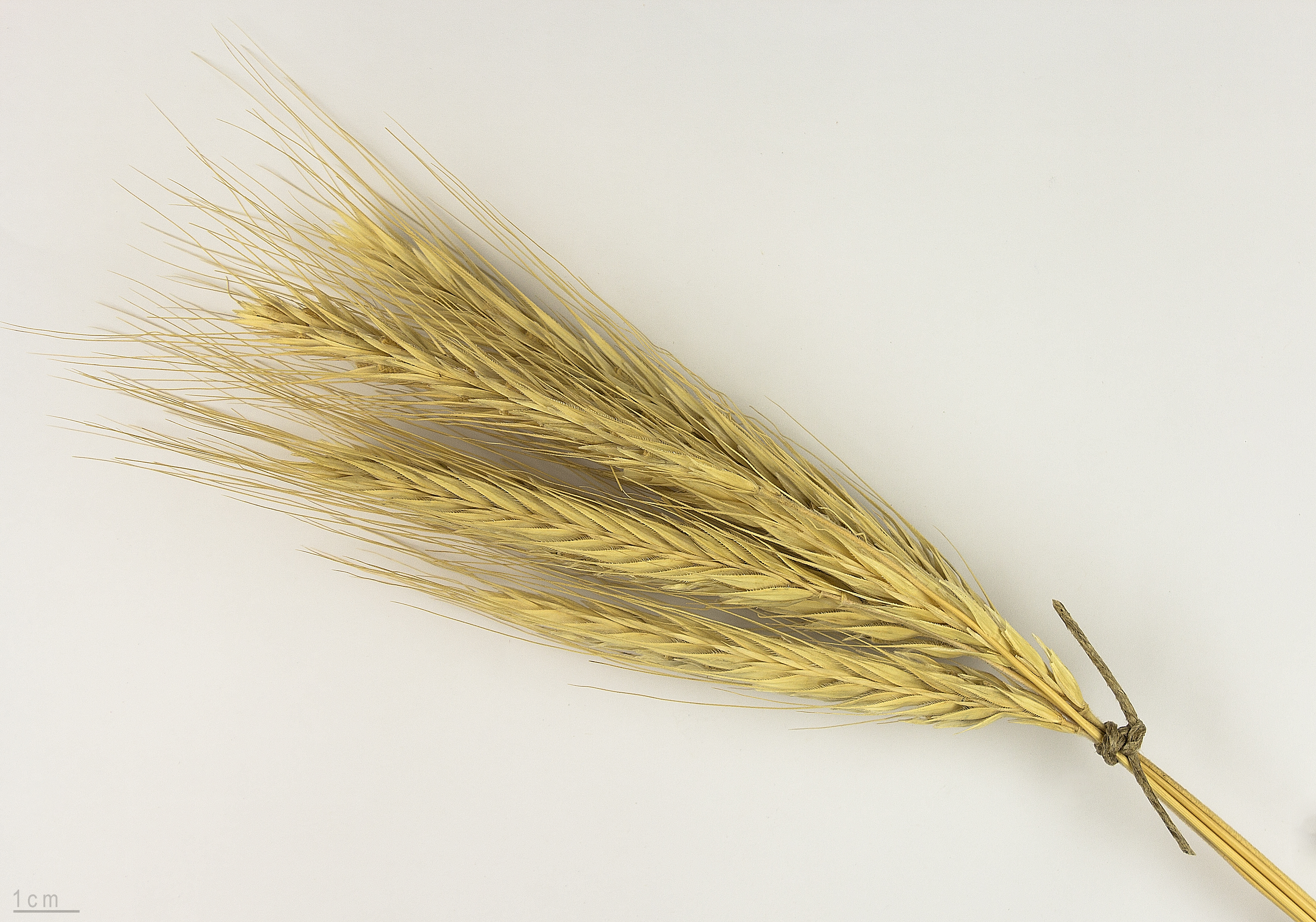
Secale cereale - Museum specimen

Bông lúa

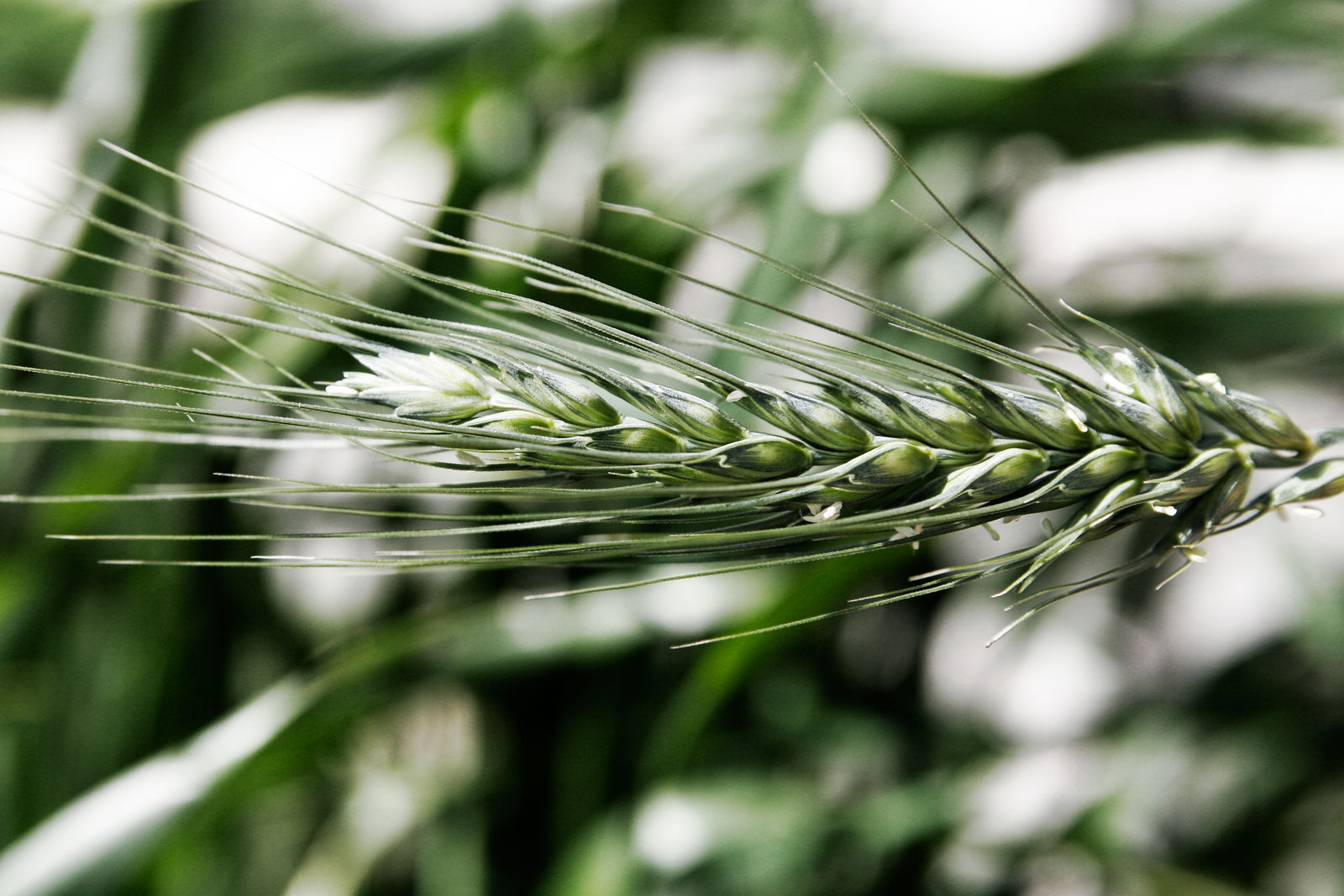
Lúa mạch đen dại
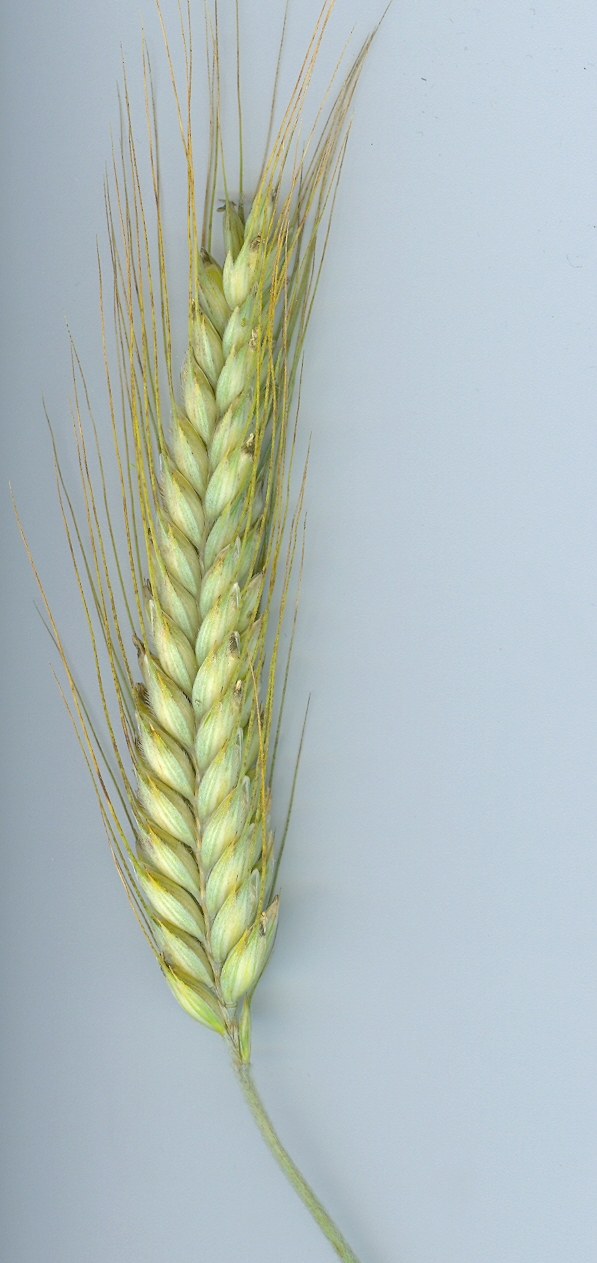
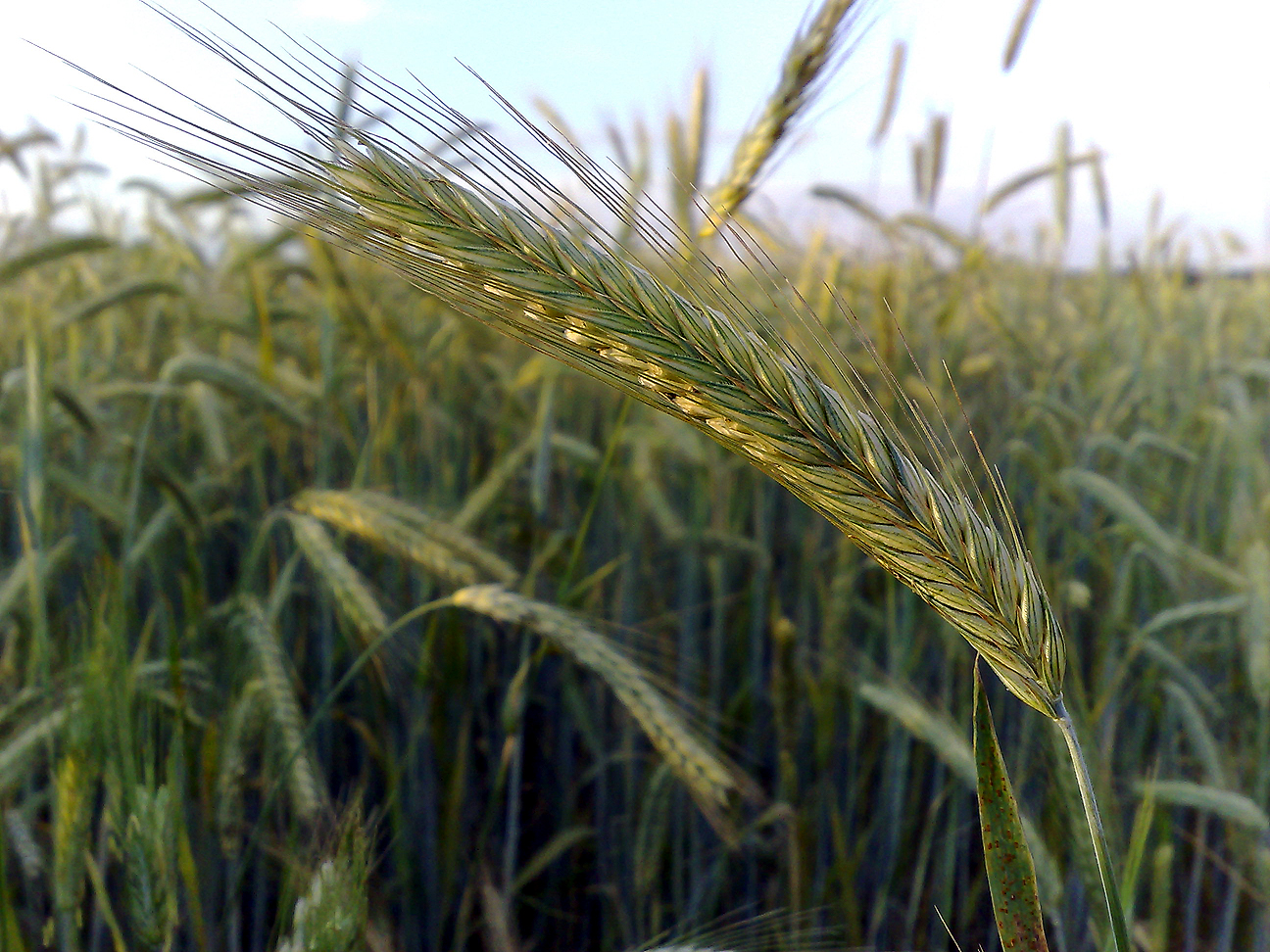

Cánh đồng

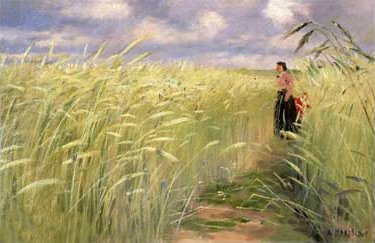
Amakovsky 1869
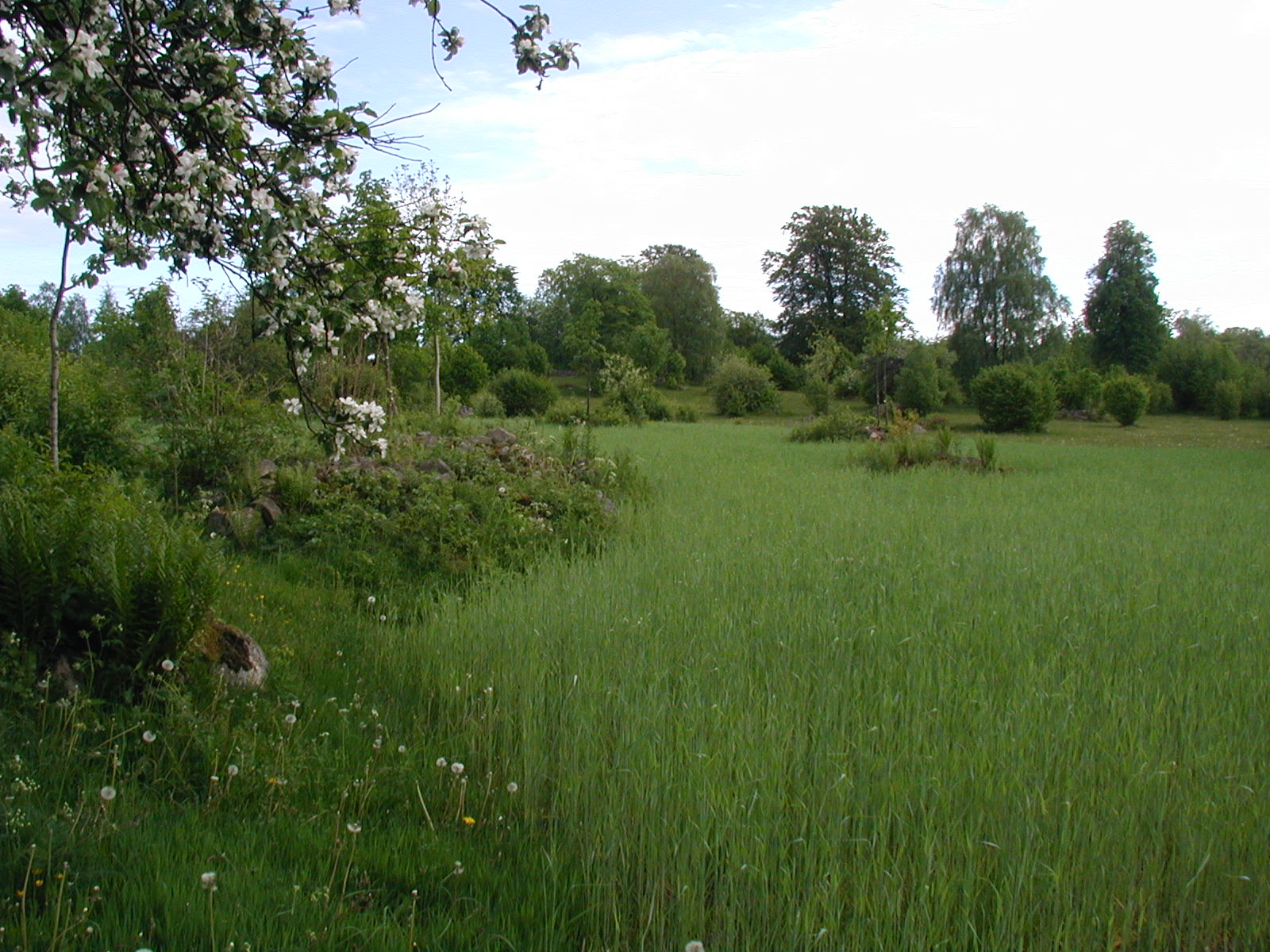
Råshult, Thụy Điển

## Nông nghiệp
| Khoáng chất | Khoáng chất | Khoáng chất |
| ----------- | ----------- | ----------- |
| Calcium     | 33 mg       |             |
| Sắt         | 2,67 mg     |             |
| Magnesium   | 121 mg      |             |
| Phosphor    | 374 mg      |             |
| Potassium   | 264 mg      |             |
| Natri       | 6 mg        |             |
| Kẽm         | 3,73 mg     |             |
| Đồng        | 0,450 mg    |             |
| Magnesium   | 2,680 mg    |             |
| Selen       | 0,035 mg    |             |

| 10 nước sản xuất lúa mạch đen hàng đầu — 2005 (triệu tấn) | 10 nước sản xuất lúa mạch đen hàng đầu — 2005 (triệu tấn) |
| --------------------------------------------------------- | --------------------------------------------------------- |
| Nga                                                       | 3,6                                                       |
| Ba Lan                                                    | 3,4                                                       |
| Đức                                                       | 2,8                                                       |
| Belarus                                                   | 1,2                                                       |
| Ukraina                                                   | 1,1                                                       |
| Trung Quốc                                                | 0,6                                                       |
| Canada                                                    | 0,4                                                       |
| Thổ Nhĩ Kỳ                                                | 0,3                                                       |
| Hoa Kỳ                                                    | 0,2                                                       |
| Áo                                                        | 0,2                                                       |
| Tổng cộng                                                 | 13.3                                                      |
| Nguồn: FAO                                                |                                                           |